# ویکی‌پدیای ولاپوک
ویکی‌پدیای ولاپوک  نسخهٔ ولاپوک زبان وب‌گاه ویکی‌پدیا است.در روز ۲۲ مه ۲۰۱۱ این ویکی‌پدیا با ۱۱۸۸۵۴ مقاله در رده ۳۲ قرار دارد.